# Cyrtodesmus bicolor
Cyrtodesmus bicolor är en mångfotingart som beskrevs av Loomis 1964. Cyrtodesmus bicolor ingår i släktet Cyrtodesmus och familjen Cyrtodesmidae. Inga underarter finns listade i Catalogue of Life.